# Dương Viết Chiến
Dương Viết Chiến (sinh ngày 25 tháng 9 năm 1946) là một nhạc sĩ, nhà giáo Việt Nam. Ông là Chủ tịch Hội Văn học - Nghệ thuật Quảng Bình, Chi hội trưởng Chi hội Nhạc sĩ Việt Nam tỉnh Quảng Bình.

## Sự nghiệp
Sinh ngày 25 tháng 9 năm 1946 làng Quảng Xá, xã Tân Ninh, huyện Quảng Ninh, tỉnh Quảng Bình, Dương Viết Chiến tốt nghiệp Đại học Sư phạm Vinh ngành Toán – Lý (nay là Đại học Vinh) năm 1970, Đại học Tổng hợp (ngành Vật Lý) năm 1988, Đại học Chính trị - Cử nhân Chính trị năm 1999. Tuy là sinh viên khoa Toán nhưng con đường đến với âm nhạc của ông là chương trình âm nhạc ở Đại học sư phạm Vinh và tự học các giáo trình về sáng tác, lý luận của Trường Âm nhạc Việt Nam (nay là Học viện Âm nhạc Quốc gia Việt Nam).
Tác phẩm đầu tay của ông là "Đi đi lên những người sư phạm" đã đoạt Giải nhất Hội diễn Văn nghệ trường Đại học Sư phạm Vinh vào năm 1968-1969, khi ông là sinh viên năm thứ hai.
Ông đi chiến trường B theo lệnh tổng động viên năm 1972. Trong những năm ở quân ngũ, thuộc Quân Giải phóng Trung Trung Bộ, ông đã đi sáng tác ở các đơn vị thuộc Quân khu V; làm cán bộ Chính trị Trung đoàn Pháo binh 68 - Pháo binh Trường Sơn, rồi Chủ nhiệm Câu lạc bộ Sư đoàn 3 - Đoàn Sao Vàng anh hùng. Năm 1976 xuất ngũ về làm Hiệu phó, Hiệu trưởng ở nhiều trường ở Đồng Hới đến năm 1994. Trong sáng tác ông đã chú ý khai thác dân ca Bình-Trị-Thiên nói riêng và cả nước nói chung.

## Tác phẩm tiêu biểu
1. Đi đi lên những người sư phạm (1969)
2. Liên khúc về Cục Hậu cần Quân khu 5,
3. Vinh quang Đại đội 12 pháo binh anh hùng,
4. Hành khúc Đoàn Pháo binh Trường Sơn,
5. "Tình sông nhật lệ" (1996, thơ Đặng Thị Kim Liên) đạt giải thưởng Âm nhạc Ủy ban Toàn quốc Liên hiệp các Hội Văn học – Nghệ thuật Việt Nam (1996).[1]
6. "Kết ngàn đài hoa kính dâng lên Người" đạt giải thưởng cuộc thi viết về học tập và làm theo tấm gương đạo đức Chủ tịch Hồ Chí Minh của tỉnh Quảng Bình năm 2009[1]
7. "Về với động Thiên Đường" (2011, thơ Văn Lợi) đạt giải khuyến khích Hội nhạc sĩ Việt Nam 2011.[1][4]
8. "Đồng Hới Hoa Hồng" (2012) đạt giải Xuất sắc tại liên hoan âm nhạc Hội Nhạc Sỹ Bắc miền Trung năm 2012.[5][6]
9. "Vị tướng của nhân dân" đạt giải A liên hoan âm nhạc Bắc miền Trung năm 2013.[7]

Rất nhiều bài hát khác về Quảng Bình. Nhiều bài hát viết về sư phạm: Tuổi xuân sư phạm, Nay em là cô giáo, Khúc hát qua cầu, Hồ thu (thơ Diệp Minh Tuyền), Như lá (thơ Lâm Thị Mỹ Dạ)... Ngoài ra anh còn viết nhiều ca khúc cho thiếu nhi và nhạc múa, viết một số bài giới thiệu tác giả và tác phẩm.

## Xuất bản
1. Ca khúc trữ tình (Băng Cassette – 1995),
2. Tình sông Nhật Lệ (Tập ca khúc 1997),
3. Chào xuân (Tập ca khúc 2000),
4. Ngược chiều sơn cước (Tập ca khúc 2005),
5. Tình ca quê hương (CD 2005)[9]

## Giải thưởng
1. Giải thưởng Văn học - Nghệ thuật Lưu Trọng Lư (1991-1995).[1]